# Đuốc

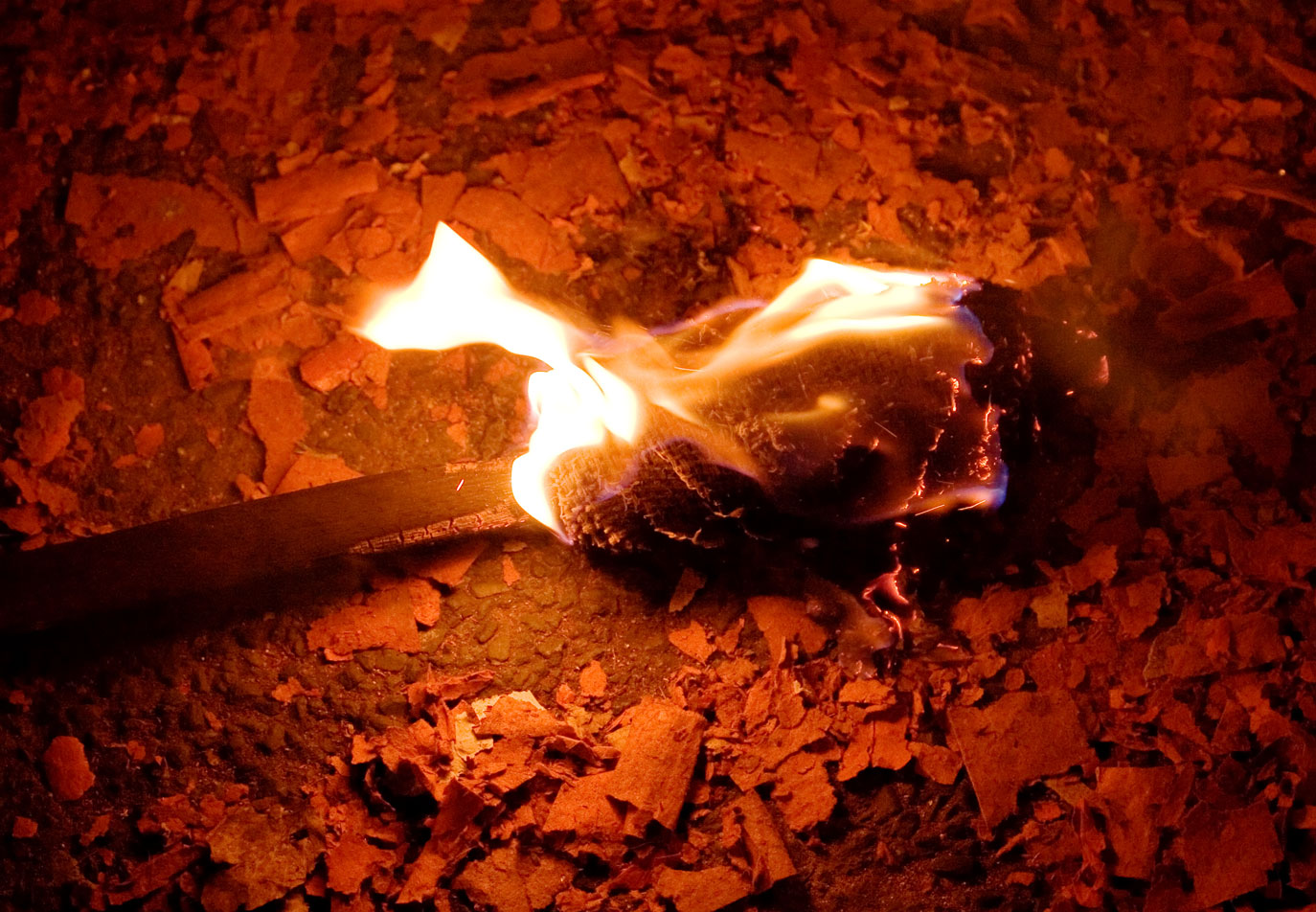
Một ngọn đuốc đang cháy, bị vứt trên đường sau lễ kỷ niệm Lewes Bonfire Night.

Một ngọn đuốc là một cây gậy với vật liệu dễ cháy ở một đầu, được đốt cháy và sử dụng làm nguồn sáng. Ngọn đuốc đã được sử dụng trong suốt lịch sử, và vẫn được sử dụng trong các đám rước, các sự kiện mang tính biểu tượng và tôn giáo, và trong giải trí tung hứng. Ở một số quốc gia, "ngọn đuốc" trong cách sử dụng hiện đại là thuật ngữ cho đèn xách tay chạy bằng pin.

## Làm đuốc
Làm đuốc đã thay đổi trong lịch sử tùy thuộc vào mục đích của ngọn đuốc. Những ngọn đuốc thường được làm từ một khối gỗ với một đầu được bọc trong một vật liệu được ngâm trong một chất dễ cháy. Ở Rome cổ đại, một số ngọn đuốc được làm bằng lưu huỳnh trộn với vôi. Điều này có nghĩa là ngọn lửa sẽ không tắt sau khi rơi xuống nước. Ngọn đuốc hiện đại được làm từ hessian thô cuộn vào một ống và ngâm trong sáp. Một tay cầm bằng gỗ thường được sử dụng, và một lớp bọc bằng bìa cứng được gắn vào để làm chệch hướng bất kỳ giọt sáp nào chảy xuống. Đây là một cách dễ dàng, an toàn và tương đối rẻ để giữ ngọn lửa trên cao trong một cuộc diễu hành hoặc để cung cấp ánh sáng trong bất kỳ lễ kỷ niệm nào trong bóng tối.
Những ngọn đuốc hiện đại thích hợp để tung hứng được làm bằng một thanh gỗ và kim loại hoặc chỉ bằng kim loại với một đầu được bọc trong bấc Kevlar. Bấc này được ngâm trong một chất lỏng dễ cháy, thường là parafin (dầu hỏa).

## Tượng trưng

Chi tiết về các hình nửa người có cánh với ngọn đuốc học tập trong Thư viện Quốc hội Tòa nhà Thomas Jefferson, Washington, DC

Ngọn đuốc là một biểu tượng chung của cả sự giác ngộ và hy vọng. Do đó, Tượng Nữ thần Tự do, thực sự là "Tự do khai sáng thế giới", có tay giương cao ngọn đuốc. Những ngọn đuốc đảo ngược là dấu hiệu của tang tóc xuất hiện trên tượng đài tang lễ Hy Lạp và La Mã. Một ngọn đuốc hướng xuống tượng trưng cho cái chết, trong khi một ngọn đuốc giương lên tượng trưng cho sự sống, sự thật và sức mạnh tái sinh của ngọn lửa. Ngọn đuốc cũng là một biểu tượng được sử dụng bởi các đảng chính trị, ví dụ như cả Lao động (từ 1918 đến 1980) và đảng Bảo thủ (từ 1983 đến 2006) ở Anh và Đảng Lao động Malta. Trong các con dấu của các trường học ở Philippines, ngọn đuốc tượng trưng cho tầm nhìn của giáo dục để cung cấp sự giác ngộ cho tất cả học sinh.

## Công dụng

### Thế vận hội

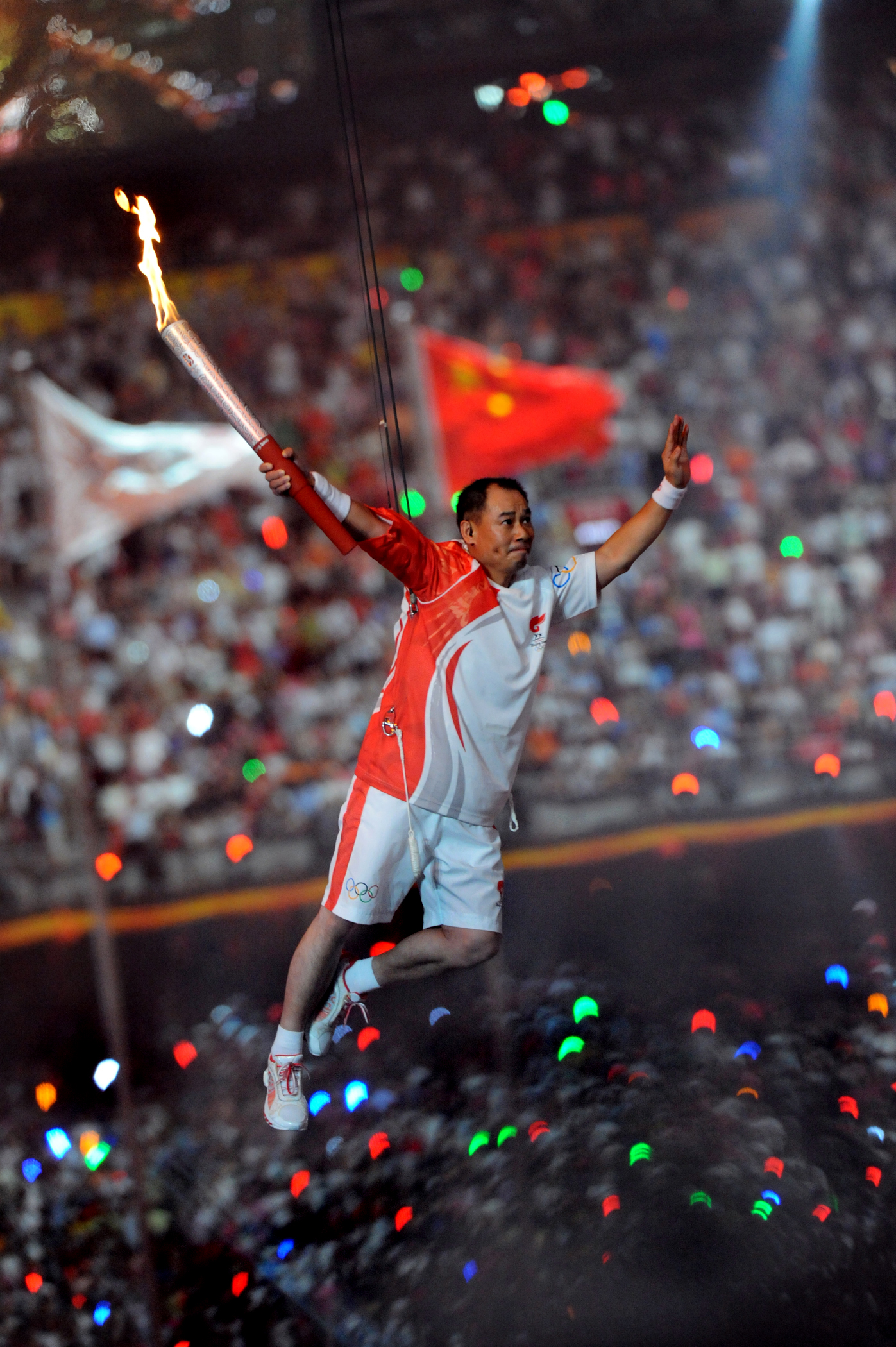
Li Ning thắp đuốc tại Thế vận hội Mùa hè 2008.

Một ngọn đuốc được các vận động viên mang theo được sử dụng để thắp sáng ngọn lửa Olympic cháy mà không bị gián đoạn cho đến khi kết thúc Thế vận hội. Những ngọn đuốc và truyền thống tiếp sức đã được Carl Diem, chủ tịch của sự kiện, đã giới thiệu trong Thế vận hội Mùa hè 1936 bởi vì trong suốt thời gian diễn ra Thế vận hội Olympic cổ đại ở Olympia, một ngọn lửa thiêng liêng được đốt trong đền thờ Hera, do nữ tư tế của đền thực hiện.